# Дэвис, Джервонта
Джерво́нта Дэ́вис (англ. Gervonta Davis; род. 7 ноября 1994, Балтимор, Мэриленд, США) — непобеждённый американский боксёр-профессионал, выступающий в полулёгкой, во второй полулёгкой, в лёгкой и первой полусредней весовых категориях.
Среди профессионалов чемпион мира в трёх весовых категориях: действующий чемпион мира по версии WBA-super (2023—н.в.) в лёгком весе, бывший регулярный чемпион мира по версии WBA (2019—2023) в лёгком весе, бывший регулярный чемпион мира по версии WBA (2021) в 1-м полусреднем весе, бывший чемпион мира по версии WBA-super (2018—2019, 2020) во 2-м полулёгком весе и IBF (2017) во 2-м полулёгком весе.

## Биография
Родился 7 ноября 1994 года. Дэвис родом из общины Сэндтаун-Винчестер в Западном Балтиморе, которая является одним из наиболее криминальных районов города. Он учился в Средней школе Digital Harbour, местной школе-магните, но бросил учёбу, чтобы сосредоточиться на своей карьере. Позже он получил среднюю степень по программе GED. Дэвис тренируется в Аптонском боксерском центре с пяти лет. Дэвиса обучает Кэлвин Форд, который был вдохновителем для персонажа Денниса «Катти» Мудрого в популярном телесериале HBO, The Wire. У Дэвиса была очень успешная любительская карьера, выиграв много национальных чемпионатов. Он выиграл Национальный чемпионат по золотым перчаткам 2012 года, три национальных чемпионата по серебряным перчаткам подряд с 2006 по 2008 год, две золотые медали Национальной юношеской Олимпиады, два чемпионата Национальной полицейской атлетической лиги и два чемпионата мира по рингу среди прочих. Дэвис закончил свою выдающуюся любительскую карьеру с впечатляющим рекордом 205-15. Позже начал профессиональную карьеру под руководством Флойда Мейвезера (Mayweather Promotions). 24 декабря 2023 года стало известно, что Джервонта Дэвис принял ислам и сменил имя на Абдул Вахид.

## Происшествия и скандалы
В сентябре 2017 года боксёра обвиняли в нападении при отягчающих обстоятельствах первой степени в штате Мэрилэнд. Инцидент, по которому велось следствие, произошёл 1 августа 2017 года, однако никаких подробностей — что произошло и кого избил 22-летний Дэвис, не сообщается.19 сентября 2017 года боксер побывал в суде, внёс $100 тысяч залога. Помимо этого производства, зарегистрированы ещё два дела — за превышение скорости на автодороге в апреле и за езду без прав и соблюдения дистанции в августе.В сентябре 2018 года был арестован за хулиганство. Ночью он ввязался в драку у одного из баров в Вашингтоне. Дэвис был арестован. Отмечают, что для спортсмена это уже не первый привод в полицию. Ранее он уже задерживался представителями закона за такое же нарушение.
В октябре 2018 года боксёр обвинялся в избиении. Якобы инцидент произошёл в стрип-клубе Далласа (штат Техас, США). Потерпевшая планирует получить компенсацию от бойца в размере 2 миллиона долларов. Адвокат обвинителя рассказал о том, что инцидент произошёл 30 апреля в стрип-клубе King of Diamonds в Далласе. Якобы Дэвис ударил женщину, сотрудницу клуба, кулаком в голову. Потерпевшая утверждает, что её госпитализировали с травмой головы.
17 февраля 2019 года в городе Фэрфакс (Вирджиния) боксёр вступил в перепалку у банкомата с незнакомым мужчиной. По словам очевидца, Джервонта начал кричать на оппонента, после чего на место инцидента позвали полицейских. По данным полиции Фэйрфакса, ведётся расследование. В марте полиция штата Вирджиния выписала ордер на арест боксера в рамках расследования инцидента. Было предъявлено обвинение в оскорблении и угрозе физическим насилием, грозящее штрафом или тюремным заключением до одного года.
5 февраля 2020 года добровольно сдался в полицию после опубликования в соцсетях видео, на котором он хватает за горло бывшую подругу Андретту, с которой у него есть общий ребёнок. Инцидент произошел на благотворительном баскетбольном матче 1 февраля, и ему предшествовала громкая ссора, которая не попала на видеозапись. Согласно сообщению, опубликованному в соцсетях полиции города Корал-Гейблс (Флорида), Дэвис арестован и ему предъявлены обвинения в оскорблении действием и домашнем насилии.
5 ноября 2020 года попал в ДТП в Южном Балтиморе и скрылся с места происшествия. Патрульные зафиксировали столкновение машин. В рапорте сообщалось, что несколько человек получили лёгкие травмы, один госпитализирован в районную больницу. По данным полиции, автомобиль проехал на красный свет и ударил другое авто, после чего скрылся с места происшествия. В марте 2021 года бойцу были предъявлены обвинения по четырнадцати пунктам как виновнику автомобильной аварии с четырьмя пострадавшими. На момент аварии у Дэвиса не был закрыт вопрос с прошлым обвинением в домашнем насилии, признание виновным по всем пунктам грозило бы ему 7-летним сроком.
17 февраля 2023 года частично признал себя виновным по делу о совершении ДТП с пострадавшими и покидании места происшествия в Балтиморе в 2020 году, а 5 мая был приговорен судом к трем месяцам домашнего ареста и трехлетнему условному сроку, а также к 200 часам общественных работ. Домашний арест в доме своего тренера Кэлвина Форда. 1 июня 2023 года вызван в суд и взят под стражу в зале суда за нарушение условий своего трехмесячного домашнего ареста. Боксер без разрешения суда сменил место своего проживания. Срок в три месяца он отсидел в балтиморской тюрьме. Пока боец отбывал оставшийся срок его новый пентхаус за 3.4 млн $ в Паркленде (Флорида) был ограблен.15 июля 2023 года Девис вышел на свободу.
11 июля 2025 года был вновь арестован по обвинению в нападении на свою бывшую девушку возле её дома 15 июня 2025 года. Сообщается, что в этот день боксёр приехал к дому предполагаемой пострадавшей, чтобы забрать их общих детей на День отца. В итоге встреча  переросла в словесную перепалку, а затем в физическое насилие со стороны боксера. С 11 июля содержался в исправительном центре, позже был выпущен под залог. Бой - реванш с с Ламонтом Роучем-мл под угрозой срыва.

## Профессиональная карьера
Профессиональную карьеру боксёра начал 22 февраля 2013 года победив нокаутом в 1-м же раунде своего соотечественника Дези Уильямса.

### 2-й полулёгкий вес (до 58,9)

#### Бой с Хосе Педрасой
14 января 2017 года в Бруклине (Нью-Йорк) вышел на свой первый бой с 27-летним чемпионом Хосе Педрасой, победив которого техническим нокаутом в 7-м раунде, Джервонта завоевал титул чемпиона мира по версии IBF во 2-м полулёгком весе.

#### Бой с Лиамом Уолшем
20 мая 2017 года провел первую защиту титула на выезде — в лондонском ринге Copper Box Arena. Его соперником стал местный проспект, обязательный претендент 31-летний Лиам Уолш. Чемпион не испытал ни малейших проблем в бою разобравшись с местным претендентом в 3-м раунде. ТКО 3.

#### Бой с Франсиско Фонсэкой
26 августа 2017 года на T-Mobile Arena в Лас-Вегасе (Невада, США) провел вторую защиту титула от посягательств Франсиско Фонсэки из Коста-Рики. Бой прошел в андеркарде мегабоя Флоид Мейвезер — Конор Макгрегор. На взвешивании Дэвис не «сделал» вес, поэтому был лишен титула IBF. Для Франсиско Фонсэки титул же оставался на кону. Франсиско в бою пытался выглядеть конкурентным и навязать хоть малейшее сопротивление, но сделать ничего не мог. Дэвис побеждал играючи в каждом раунде. В 8-й раунде Дэвис ударил Фонсэку по затылку, после чего тот упал на колени и обхватил оппонента сигнализируя рефери о запрещенном ударе не пытаясь встать когда рефери считал. Фонсэка не встал до его окончания, и бой был остановлен.

#### Бой с Хесусом Куэльяром
21 апреля 2018 года в Barclays Center (Нью-Йорк, США) состоялся масштабный вечер бокса в рамках которого Дэвис потерявший на «весах» свой титул IBF встретится с 31-летним аргентинцем Хесусом Куэльяром. На кону этого боя стоял вакантный титул «суперчемпиона» мира по версии WBA в весе до 59 кг. Куэллар занимает в рейтинге WBA первое место (Джервонта Дэвис — третье). С Самого начала боя аргентинец работающий в правосторонней стойке попытался взять инициативу в свои руки и действовать агрессивно. Дэвис без проблем перехватывал атаки прямолинейного коллеги и остро контратаковал. Во-втором раунде от левого в туловище аргентинец оказался в нокдауне. А в следующем раунде Дэвис снова уронил Куэльяра правым в челюсть, но он снова поднялся и продолжить бой. Дэвис пошел на последний штурм снова уронил выживающего оппонента. Рефери остановил бой.

#### Бой с Уго Руисом
Изначально Дэвис должен был сразится с чемпионом мира в 3-х весовых категориях Абнером Маресом, для которого бой с Джервонтой стал бы боем в 4-й весовой категории, но Марес получил травму (отслойка сетчатки). Заменить Мареса вызвался соотечественник из Мексики — бывший чемпион WBC во втором легчайшем весе Уго Руис который поднялся в вес Девиса. Бой прошел в Калифорнии 9 февраля 2019 года и продлился не полный раунд. Руис после нокдауна в конце первого раунда сумел подняться, но отказался от продолжения поединка.

#### Бой с Рикардо Нуньесом
29 июля 2019 года в Балтиморе (Мэриленд) встретился с обязательным претендентом (№ 2 в рейтинге) на свой титул WBA в первом легком весе панамца Рикардо Нуньеса. Джервонта с первых секунд боя был заряжен на удар явно желая порадовать земляков ярким выступлением. Во 2-м раунде при выходе из клинча Дэвис наносит мощным боковой, далее идет серия добивающих ударов и рефери останавливает бой. ТКО 2. После боя Дэвис вызвал на объединительный бой чемпиона IBF Тевина Фармера.

### Переход в легкий вес (61.2 кг)
В начале сентября 2019 года отказался от своего титула «суперчемпиона» WBA во втором полулёгком весе (до 59 кг) и продолжил карьеру в лёгком весе (до 61,2 кг). В обновлённом рейтинге WBA Дэвис занял 1-е место в 61,2 кг — сразу же после «суперчемпиона» украинца Василия Ломаченко.

#### Бой с Юриоркисом Гамбоа
28 декабря 2019 года года в Атланте (Джорджия) встретился с занимающим № 2 строчку рейтинга ветераном ринга, экс-чемпионом мира, победителем ОИ (Афины-2004) Юриоркисом Гамбоа. На кону боя стоял вакантный титул «обычного» чемпиона мира по версии WBA, который давал статус обязательного претендента на «супертитул», которым владел объединённый чемпион (WBC/WBA/WBO) Василий Ломаченко. В бою Дэвис сделавший вес со второй попытки владел ощутимым преимуществом вплоть до 12 раунда. 38-летний Гамбоа трижды оказывался на настил ринга: во втором, восьмом и двенадцатом раундах. Бой был остановлен рефери после его падения в последнем раунде без отсчета. На послематчевой пресс-конференции Юриоркис заявил, что по всей видимости получил травму ноги в первом раунде.

### 2-й полулёгкий весе (до 59 кг)

#### Бой с Лео Санта Крусом
31 октября 2020 года в Сан-Антонио, (Техас, США) в главном событии стал 12-раундовый PPV суперпоединок во втором полулёгком весе (до 59 кг) с мексиканцем Лео Санта Крусом за титулы чемпиона мира по версиям WBA Super в 59 кг и WBA Regular в 61,2 кг. На момент боя Санта Крус являлся ещё и действующим чемпионом мира WBA в полулёгком весе (до 57.2). Бой начался без разведки с обоюдных и острых атак чемпионов и вплоть до развязки продолжался в этом же стиле. В 6-м раунде в ярком размене Дэвис срубил Круса тяжелейшим апперкотом. КО 6.

### Переход в первый полусредний вес (до 63,5 кг)
26 июня 2021 года в Атланте (Джорджия) вышел на ринг, чтобы отобрать титул чемпиона в третьей для себя весовой категории — в первом полусреднем весе (до 63,5 кг). На дебютный бой в новой весовой был выбран небитый чемпион по версии WBA Regular в первом полусреднем весе Марио Барриос. В случае успеха планировалось продолжить выступления именно в этом весе и организовать бой с абсолютным чемпионом мира 30-летним Джошем Тейлором (WBA-super/IBF/WBC/WBO) из Шотландии.
Дэвис в первой половине боя решил на форсировать события и сделал ставку на джеб и защиту и был пассивен. Так продолжалось до 5-го в которых фаворит навязал чемпиону свою дистанцию и имел несколько отличных эпизодов. В восьмом раунде Джервонта дважды отправил Барриоса в нокдаун, вначале правым боковым, а затем и точным ударом справа, но добить так и не смог. Барриос сумел восстановиться и даже хорошо провел 9-й раунд, но в одиннадцатом он вновь оказался на канвасе после точного удара слева в корпус, Марио встал, но после первого же пропущенного удара рефери остановил бой.

#### Бой с Исааком Крусом
На момент августа 2020 года Джервонта Дэвис одновременно владел титулами WBA Regular в первом полусреднем (до 63,5 кг), WBA Regular в лёгком (до 61,2 кг) и WBA Super во втором полулёгком (до 59 кг) дивизионах. После решения Ассоциации боксёрских комиссий (АВС) о сокращении титулов в боксерской организации WBA потребовала определиться какой из титулов Дэвис оставит при себе и будет защищать. От остальных поясов придётся отказаться. Дэвис отказался от титула во втором полулёгком весе, а остальные в лёгком (до 61,2 кг) и в первом полусреднем (до 63,5 кг) весе оставит до следующего боя. Однако, после завершения боя он должен будет отказаться от ещё одного пояса. 5 декабря в Лас-Вегасе (США сразился в PPV-событии с мексиканцем Исааком Крусом который заменил Роландо Ромеро когда у того возникли неприятности с законом. Бой с Крусом прошел всю дистанцию и для чемпиона оказался значительно более сложным чем ожидалось. Закончился бой близким решением судей со счетом 116—112 и 115—113 дважды, позже выяснилось, что чемпион вышел травмированным. Согласно статистике, Дэвис перебил оппонента с небольшим преимуществом за счёт джеба. В силовых ударах был паритет.

#### Бой с Роландо Ромеро
28 мая 2022 года в Бруклине (Нью-Йорк) Дэвис отказавшийся от пояса регулярного чемпиона WBA в первом полусреднем весе встретился с первым номером рейтинга Роландо Ромеро в легком весе. Несмотря на то, что на ставке стоял лишь второстепенный пояс регулярного чемпиона WBA, принадлежащий Дэвису бой выдался очень интересным. С первых секунд Дэвис не могу найти свою дистанцию и избегал открытого боя с претендентом — нокаутером. Дэвис смог собраться лишь к 5 раунду, а в 6-м умело подловил оппонента красивым ударом навстречу. Ромеро поднялся, но выглядел потрясенным после чего рефери остановил бой. ТКО 6.

#### Бой с Эктором Луисом Гарсией
7 января 2023 года в очередном PPV-шоу побил чемпиона в первом легком весе доминиканца Эктора Луиса Гарсию который поднялся к Дэвису в легкий вес. Бой начался с разведки и никто не обострял ход вплоть до 4-го раунда. В целом претендент смотрелся весьма конкурентно и даже имеет преимущество в точности, его бокс очень уверенный. Во второй половине боя Дэвис явно сохранил больше сил и успел донести пару очень мощных чистых попаданий в 8-м раунде. Итогом стало что Гарсия не вышел на 9-й раунд сославшись на проблемы со зрением. Победа «Танка» Дэвиса ТКО 9.

#### Бой с Райаном Гарсией
Контракты на суперпоединок между двумя звездами бокса был подписаны в феврале 2023 года. Бой прошел 22 апреля 2023 года в Лас Вегасе (Невада) при промоутерстве Golden Boy и Premier Boxing Champions Эла Хэймона в промежуточном весе до 136 фунтов (61,69 кг) так же было оговорено, что в день боя Райан Гарсия не должен превышать 146 фунтов (66,22 кг). На дополнительном взвешивании в день поединка Гарсия — 65,73 кг, а Дэвис — 65,36 кг. После первого спокойного раунда, во второй трехминутке занявший центр ринга Гарсия нарвался на мощный оверхенд и оказался в нокдауне. Он встал, но рисунок боя поменялся, теперь Дэвис стал давить и прессинговать. В 7-м раунде давление от Дэвиса и хороший тайминг привели к тому, что Гарсия пропустил удар по корпусу и оказался в нокдауне не став продолжать бой.

#### Бой с Фрэнком Мартиным
15 июня 2024 года в Хьюстоне (США) вышел на защиту титула чемпиона мира по версии WBA-Super в лёгком весе против соотечественника Фрэнка Мартина, обязательного претендента на титул. Бой состоялся в рамках большого РРV вечера Premier Boxing Champions. Поединок начался с тактической борьбы, где преимущество было на стороне Мартина. Однако со временем, несмотря на длительный перерыв в выступлениях, Дэвис адаптировался к стилю своего соперника. Его атаки становились все более опасными и эффективными. В восьмом раунде он сильно потряс Мартина возле канатов, а затем завершил бой нокаутирующим ударом.

#### Бой с Ламонтом Роучем-мл
Поединок против действующего чемпиона WBA-Super из 2-го полулёгкого веса (до 59 кг) Ламонта Роуча-мл прошёл 1 марта 2025 года. Изначально промоутерская компания Premier Boxing Champions хотела устроить бой в декабре 2024 года, но ввиду загруженности арены Toyota Center в Хьюстоне, противостояние было перенесено на 1 марта 2025 года в Бруклин. Бой начался очень осторожно, первые два раунда прошли совсем без моментов. Дэвис выжидал на контратаке, но Роуч не шёл вперёд. Последующие раунды были так же невнятные. Судьи отдали первую половину боя Джервонте Дэвису, кроме 1-го раунда, но начиная с 7-го раунда "Танк" проиграл все раунды и даже чемпионские отрезки, исключение составил лишь скандальный 9-й раунд, где двое судей из трех дали Дэвису. В 9-й трехминутке рефери Стив Уиллис не зафиксировали нокдаун в эпизоде, когда Дэвис взял колено, позже объяснивший ситуацию, что в глаза ему попало масло для волос которое ему нанесли в середине недели. Если бы нокдаун был отсчитан бой минимально выиграл бы Роуч. Поединок завершился спорной и критикуемой ничьей решением большинства судей: 113-115 (для Джервонты), 114-114, 114-114. Статистика Compubox: Роуч был активнее, а Дэвис точнее. Дэвис выбросил 279 ударов, из которых донес 103. У Роуча 400 выброшенных и 112 точных. "Танк" впереди по количеству силовых ударов - 93 на 87, Роуч донес больше джебов - 25 против 10. Оба выразили желание провести второй бой. 

## Статистика профессиональных боёв
В таблице перечислены результаты всех поединков боксёров.
В каждой строке указан результат поединка. Дополнительно номер поединка обозначен цветом, который обозначает итог поединка. Расшифровка обозначений и цветов представлена в нижеследующей таблице.
| Пример | Расшифровка                     |
| ------ | ------------------------------- |
|        | Победа                          |
|        | Ничья                           |
|        | Поражение                       |
|        | Планируемый поединок            |
|        | Поединок признан несостоявшимся |
| КО     | Нокаут                          |
| ТКО    | Технический нокаут              |
| PTS    | Решение судей (по очкам)        |
| UD     | Единогласное решение судей      |
| MD     | Решение большинства судей       |
| SD     | Раздельное решение судей        |
| RTD    | Отказ от продолжения боя        |
| DQ     | Дисквалификация                 |
| NC     | Поединок признан несостоявшимся |

| 31 поединок, 30 побед (28 нокаутом), 1 ничья. | 31 поединок, 30 побед (28 нокаутом), 1 ничья. | 31 поединок, 30 побед (28 нокаутом), 1 ничья. | 31 поединок, 30 побед (28 нокаутом), 1 ничья. | 31 поединок, 30 побед (28 нокаутом), 1 ничья.               | 31 поединок, 30 побед (28 нокаутом), 1 ничья.     | 31 поединок, 30 побед (28 нокаутом), 1 ничья. |
| Бой                                           | Рекорд                                        | Дата боя                                      | Соперник                                      | Место проведения боя                                        | Результат                                         | Дополнительно |
| --------------------------------------------- | --------------------------------------------- | --------------------------------------------- | --------------------------------------------- | ----------------------------------------------------------- | ------------------------------------------------- | --- |
| 31                                            | 30-0-1                                        | 1 марта 2025                                  | Ламонт Роуч-мл. (25-1-1)                      | Барклайс-центр, Нью-Йорк, США                               | MD 12                                             | Счёт судей: 114-114, 115-113, 114-114. |
| 30                                            | 30-0                                          | 15 июня 2024                                  | Фрэнк Мартин (18-0)                           | MGM Grand, Grand Garden Arena, Лас-Вегас, Невада, США       | KO 8 (12), 1:29                                   | |
| 29                                            | 29-0                                          | 22 апреля 2023                                | Райан Гарсия (23-0)                           | Ти-Мобайл Арена, Лас-Вегас, Невада, США                     | KO 7 (12), 1:17                                   | Защитил титул регулярного чемпиона мира по версии WBA (5-я защита Дэвиса) в лёгком весе. Гарсия в нокдауне в 2-м раунде.                                                                    |
| 28                                            | 28-0                                          | 7 января 2023                                 | Гектор Гарсиа (16-0)                          | Кэпитал Уан-арена, Вашингтон, Округ Колумбия, США           | ТКО 9 (12), 0:13                                  | Защитил титул регулярного чемпиона мира по версии WBA (4-я защита Дэвиса) в лёгком весе. |
| 27                                            | 27-0                                          | 28 мая 2022                                   | Роландо Ромеро (14-0)                         | Барклайс-центр, Нью-Йорк, США                               | KO 6 (12), 2:39                                   | Защитил титул регулярного чемпиона мира по версии WBA (3-я защита Дэвиса) в лёгком весе. |
| 26                                            | 26-0                                          | 5 декабря 2021                                | Исаак Крус (22-1-1)                           | Стейплс-центр, Лос-Анджелес, Калифорния, США                | UD 12                                             | Бой за титул регулярного чемпиона мира по версии WBA (2-я защита Дэвиса) в лёгком весе. Счёт: 116-112, 115-113 (дважды).                                                                    |
| 25                                            | 25-0                                          | 26 июня 2021                                  | Марио Барриос (26-0)                          | Стэйт Фарм-арена, Атланта, Джорджия, США                    | ТКО 11 (12), 2:13                                 | Бой за титул регулярного чемпиона мира по версии WBA (2-я защита Барриоса) в 1-м полусреднем весе.                                                                                          |
| 24                                            | 24-0                                          | 31 октября 2020                               | Лео Санта Крус (37-1-1)                       | Alamodome, Сан-Антонио, Техас, США                          | KO 6 (12), 2:40                                   | Завоевал титул чемпиона мира по версии WBA Super (1-я защита Санта Круса) во 2-м полулёгком весе и защитил титул регулярного чемпиона мира по версии WBA (1-я защита Дэвиса) в лёгком весе. |
| 23                                            | 23-0                                          | 28 декабря 2019                               | Юриоркис Гамбоа (30-2)                        | Стэйт Фарм-арена, Атланта, Джорджия, США                    | TKO 12 (12), 1:17                                 | Завоевал вакантный титул регулярного чемпиона мира по версии WBA в лёгком весе. |
| 22                                            | 22-0                                          | 27 июля 2019                                  | Рикардо Нуньес (21-2)                         | Royal Farms Arena, Балтимор, Мэриленд, США                  | TKO 2 (12), 1:33                                  | Бой за титул чемпиона мира по версии WBA Super (2-я защита Дэвиса) во 2-м полулёгком весе.                                                                                                  |
| 21                                            | 21-0                                          | 10 февраля 2019                               | Хьюго Руис (40-5)                             | Dignity Health Sports Park, Карсон (Калифорния), США        | KO 1 (12), 2:48                                   | Бой за титул чемпиона мира по версии WBA Super (1-я защита Дэвиса) во 2-м полулёгком весе.                                                                                                  |
| 20                                            | 20-0                                          | 21 апреля 2018                                | Хесус Куэльяр (28-2)                          | Barclays Center, Нью-Йорк, США                              | TKO 3 (12), 2:45                                  | Завоевал титул чемпиона мира по версии WBA Super во 2-м полулёгком весе. |
| 19                                            | 19-0                                          | 26 августа 2017                               | Франсиско Фонсека (19-0-1)                    | Ти-Мобайл Арена, Лас-Вегас, Невада, США                     | KO 8 (12), 0:39                                   | Бой за титул чемпиона мира по версии IBF во 2-м полулёгком весе (должен был стать 2-й защитой Дэвиса, но Дэвис не смог уложиться в лимит веса и потерял титул на взвешивании).              |
| 18                                            | 18-0                                          | 20 мая 2017                                   | Лиам Уолш (21-0)                              | Коппер-Бокс, Лондон, Великобритания                         | TKO 3 (12), 2:11                                  | Защитил титул чемпиона мира по версии IBF (1-я защита Дэвиса) во 2-м полулёгком весе. |
| 17                                            | 17-0                                          | 14 января 2017                                | Хосе Педраса (22-0)                           | Барклайс-центр, Нью-Йорк, США                               | TKO 7 (12), 2:36                                  | Завоевал титул чемпиона мира по версии IBF (3-я защита Педраса) во 2-м полулёгком весе. |
| 16                                            | 16-0                                          | 3 июня 2016                                   | Марио Антонио Масиас (28-18)                  | Seminole Hard Rock Hotel and Casino, Холливуд, Флорида, США | KO 1 (8), 0:41                                    | |
| 15                                            | 15-0                                          | 1 апреля 2016                                 | Гильермо Авила (16-5)                         | DC Armory, Вашингтон, США                                   | TKO 6 (10), 0:29                                  | |
| 14                                            | 14-0                                          | 18 декабря 2015                               | Луис Санчес (17-4-1)                          | Palms Casino Resort, Парадайс, Невада, США                  | KO 9 (10), 2:05                                   | |
| 13                                            | 13-0                                          | 30 октября 2015                               | Кристобаль Крус (40-18-4)                     | The Venue at UCF, Орландо, Флорида, США                     | TKO 3 (8), 1:31                                   | |
| 12                                            | 12-0                                          | 12 сентября 2015                              | Реки Дюлай (8-1)                              | MGM Grand, Лас-Вегас, Невада, США                           | [[Флойд Мэйвезер — Андре Берто\|TKO 1]] (6), 1:34 | |
| 11                                            | 11-0                                          | 22 мая 2015                                   | Альберто Мора (5-3)                           | Claridge Hotel & Casino, Атлантик-Сити, Нью-Джерси, США     | TKO 1 (8), 1:14                                   | |
| 10                                            | 10-0                                          | 20 февраля 2015                               | Исраэль Суарес (4-4-2)                        | CONSOL Energy Center, Питтсбург, Пенсильвания, США          | KO 1 (6)                                          | |
| 9                                             | 9-0                                           | 8 октября 2014                                | Герман Иван Мераз (47-31-1)                   | Foxwoods Resort, Билокси, Миссисипи, США                    | UD 6                                              | Счёт судей: 60-52 (триджы). |
| 8                                             | 8-0                                           | 1 августа 2014                                | Гектор Лопес (дебют)                          | Little Creek Casino Resort, Шелтон, Вашингтон, США          | KO 1 (4)                                          | |
| 7                                             | 7-0                                           | 16 мая 2014                                   | Джошуа Ароха (3-9-4)                          | Foxwoods Resort, Ледьярд, Коннектикут, США                  | RTD 2 (4), 2:29                                   | |
| 6                                             | 6-0                                           | 14 декабря 2013                               | Джеймс Фрэнкс (2-8-1)                         | Convention Center, Вашингтон, США                           | TKO 2 (6), 3:00                                   | |
| 5                                             | 5-0                                           | 17 октября 2013                               | Эрик Джамар Гудолл (1-1-0)                    | Arts Quest Center, Вашингтон, США                           | TKO 4 (4), 1:55                                   | |
| 4                                             | 4-0                                           | 20 июля 2013                                  | Рафаэль Касиас (4-7)                          | Coppin State University, Балтимор, США                      | TKO 2 (6), 2:26                                   | |
| 3                                             | 3-0                                           | 8 июня 2013                                   | Джонатан Гирс (дебют)                         | Gym EchoStage, Вашингтон, США                               | KO 1 (4), 1:36                                    | |
| 2                                             | 2-0                                           | 20 апреля 2013                                | Джейкоб Ниноу (дебют)                         | Show Place Arena, Аппер-Марлборо, США                       | TKO 2 (4), 2:04                                   | |
| 1                                             | 1-0                                           | 22 февраля 2013                               | Дези Уильямс (0-4)                            | DC Armory, Вашингтон, США                                   | KO 1 (4), 1:29                                    | |
| Бой                                           | Рекорд                                        | Дата боя                                      | Соперник                                      | Место проведения боя                                        | Результат                                         | Дополнительно |